# Bodo
Бодо (Bodo) — рід одноклітинних еукаріотів. Бодо також називають крихіткою через його відносно малі розміри.
Бодо мешкає в забруднених прісних водоймах. Його розміри не перевищують 0,025 мм, тому побачити його клітину можна тільки в електронний мікроскоп. На тілі бодо розташовані 2 довгі джгутики, під плазматичною мембраною міститься гнучкий шар білка, що оточує цитоплазму. У бодо органелами, що відповідають за надходження їжі, є один із джгутиків і клітинний рот.
Живлення — гетеротрофне (ендоцитоз). Розмножується не статево — поділом навпіл.

## Основні органели
- клітинне ядро;
- клітинний рот;
- скоротлива вакуоля (відповідає за виділення — екзоцитоз, і контролює осмотичний тиск в клітині);
- травні вакуолі.

Джгутик, обертаючись, створює потік води, який заганяє інших одноклітинних у клітинний рот. У глибині рота утворюється травна вакуоля, оточена мембраною. Рухається за допомогою другого джгутика.